# Rhinolophus philippinensis
Rhinolophus philippinensis là một loài động vật có vú trong họ Dơi lá mũi, bộ Dơi. Loài này được Waterhouse mô tả năm 1843.